# (15371) Steward
(15371) Steward es un asteroide perteneciente al cinturón de asteroides, región del sistema solar que se encuentra entre las órbitas de Marte y Júpiter.
Fue descubierto el 15 de septiembre de 1996 por el equipo del proyecto Spacewatch desde el observatorio Nacional de Kitt Peak.

## Designación y nombre
Designado provisionalmente como 1996 RZ18, fue nombrado por el Observatorio Steward, llamado así en memoria de Lavinia Steward, es la organización de investigación asociada al departamento de astronomía de la Universidad de Arizona. Además de operar telescopios en varios lugares, su cuerpo docente, personal y estudiantes son líderes en desarrollo instrumental y estudios teóricos.

## Características orbitales
(15371) Steward está situado a una distancia media del Sol de 2,995 ua, pudiendo alejarse hasta 3,331 ua y acercarse hasta 2,659 ua. Su excentricidad es 0,112 y la inclinación orbital 2,742 grados. Emplea 1893,24 días en completar una órbita alrededor del Sol.

## Características físicas
La magnitud absoluta de (15371) Steward es 14,59. 